# Robert Olen Butler

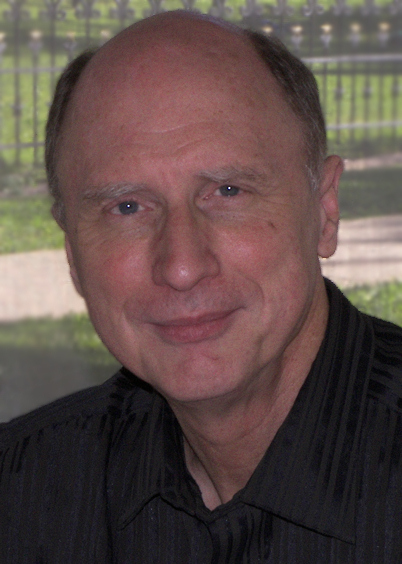
Robert Olen Butler (2009)

Robert Olen Butler, Jr. (* 20. Januar 1945 in Granite City, Illinois) ist ein US-amerikanischer Hochschullehrer und Schriftsteller, der neben zahlreichen anderen Auszeichnungen 1993 für A Good Scent from a Strange Mountain den Pulitzer-Preis erhielt.

## Leben

### Studium, Vietnamkrieg und Privatleben
Nach dem Besuch der Granity City High School studierte er an der Northwestern University und erwarb dort 1967 einen Bachelor of Science (B.S.). Ein anschließendes postgraduales Studium an der University of Iowa schloss er 1969 mit einem Master of Arts (M.A.) ab. 1969 begann er seinen Militärdienst in der US Army. Obwohl er sich wegen seines Studiums hätte zurückstellen lassen können, nahm er seinen Dienst während des Vietnamkrieges auf und meldete sich freiwillig zur US Army Intelligence in Vietnam. Dort lernte er die vietnamesische Sprache und das Hineinversetzen in die Lebenssituation der einheimischen Bevölkerung. Zuletzt wurde er zum Sergeant befördert.
Nach seiner Rückkehr in die USA war er zunächst als Lehrer an einer Schule tätig, ehe er zwischen 1975 und 1985 Herausgeber von Magazinen des Verlages Fairchild Publications war. Daneben war er Stipendiat zwischen 1979 und 1981 an der New School for Social Research.
Butler war vier Mal verheiratet, darunter von 1972 bis 1987 mit der Dichterin Marilyn Krepf Geller und zuletzt von 1995 bis 2007 mit der Dramatikerin Elizabeth Dewberry.

### Schriftstellerisches Werk
1981 nahm er seine schriftstellerische Tätigkeit auf und veröffentlichte mit The Alleys of Eden (1981) sein Romandebüt. In den folgenden Jahren erschienen einige weitere Romane wie Sun Dogs (1982), Countrymen of Bones (1983), On Distant Ground (1985), Wabash (1987) sowie The Deuce (1989). Da seine ersten literarischen Werke zwar gute Literaturkritiken erhielten, sich aber nur schwer verkauften, war er von 1985 bis 1993 als Lehrer an der McNeese State University in Lake Charles tätig. Ende der 1980er folgten die ersten Auszeichnungen für seine Bücher wie der Chien Kien Award der Vietnam Veterans of America (1987) sowie der Emily Clark Balch Prize der Literaturzeitschrift Virginia Quarterly Review (1990).
Seinen literarischen Durchbruch hatte er schließlich mit A Good Scent from a Strange Mountain, einer 1992 erschienenen Sammlung von Kurzgeschichten über seine Erfahrungen und Erlebnisse in Vietnam, für die er 1993 den Pulitzer-Preis erhielt. Darüber hinaus erhielt er für das Buch den Richard and Hilda Rosenthal-Award sowie ein Guggenheim-Stipendium und 1994 auch ein Stipendium des National Endowment for the Arts (NEA).
1993 nahm er den Ruf auf die Francis-W.-Eppes-Professur für kreatives Schreiben an der Florida State University an und unterrichtet seitdem dort. Zu diesem Fach veröffentlichte er auch ein Fachbuch mit dem Titel From Where You Dream: The Process of Writing Fiction (2005).
In den folgenden Jahren veröffentlichte er weitere Romane wie They Whisper (1994), The Deep Green Sea (1997), Mr Spaceman (2000), Fair Warning (2002) sowie zuletzt Hell (2009). Außerdem erschienen mehrere weitere Sammlungen von Kurzgeschichten wie Tabloid Dreams (1996), Had a Good Time: Stories from American Postcards (2004), Severance (2006) und Intercourse (2008). Für seine Kurzgeschichte The One in White wurde ihm 2005 ein National Magazine Award verliehen.
Daneben schrieb er auch zahlreiche Drehbücher für die wichtigsten Filmstudios in Hollywood, von denen bisher jedoch keines tatsächlich verfilmt wurde.

#### Werke
Butlers Werke sind geprägt durch eine große Spannweite von Themen, die zusammengehalten werden durch Humor und Geist, und dem ihm eigenen Schreibstil.
Die Kurzgeschichten in Had a Good Time beginnen mit kurzen, verschlüsselten Botschaften auf der Rückseite von Postkarten und erzählen die Geschichten, die diese versteckten Notizen inspirierten. Diese reichen von einer Mutter, die zwischen die Frontlinien des Ersten Weltkrieges gerät bis zu einem Mann, der in eine Frau mit Holzbeinen verliebt ist.
Mr. Spaceman, vordergründig ein Science-Fiction-Roman, erzählt die Geschichte eines humanoiden Extraterrestrischen, dessen Aufenthalt auf der Erde zur Zeit Jesu Christi stattfindet.
Severence ist eine Sammlung von Geschichten, die in den kurzen Momenten angesiedelt sind, in denen der Kopf eines Menschen abgetrennt wurde, bevor er sein Bewusstsein und sein Leben verlor.

## Bibliografie
Christopher Marlowe Cobb
- 1 The Hot Country (2012)
- 2 The Star of Istanbul (2013)
- 3 The Empire of Night (2014)
- 4 Paris in the Dark (2018)

Romane
- The Alleys of Eden (1981)
- Sun Dogs (1982)
- Countrymen of Bones (1983)
- On Distant Ground (1985)
- Wabash (1987)
- The Deuce (1989)
- They Whisper (1994)
  - Deutsch: Sie flüstern. Übersetzt von Angelika Felenda. Goldmann, München 1994, ISBN 3-442-30493-8.
- The Deep Green Sea (1998)
  - Deutsch: Das Meer so grün. Deutsch von Annette Meyer-Prien. Goldmann #54123, München 2000, ISBN 3-442-54123-9.
- Mr. Spaceman (2000)
  - Deutsch: Interview mit einem Alien. Übersetzt von Winfried Czech. Goldmann-Taschenbuch #44998, 2001, ISBN 3-442-44998-7.
- Fair Warning (2002)
- Hell (2009)
- A Small Hotel (2011)
- Perfume River (2016)
- The Hemingway Valise (Bibliomysteries #34, 2018)

Sammlungen
- A Good Scent from a Strange Mountain (1992)
  - Deutsch: Kinder des Staubs. Übersetzt von Angelika Felenda. Goldmann #42648, München 1995, ISBN 3-442-42648-0.
- Tabloid Dreams (1996)
  - Deutsch: Stimmen aus dem Wasserbett. Übersetzt von Angelika Felenda. Goldmann #54034, München 1998, ISBN 3-442-54034-8.
- Had a Good Time (2004)
- Severance (2006)
- Intercourse (2008)

Kurzgeschichten
1995:
- Jealous Husband Returns in Form of Parrot (in: The New Yorker, May 22, 1995; auch: „Jealous Husband Returns in Form of Parrot“, 1996)

1996:
- „Boy Born with Tattoo of Elvis“ (1996, in: Robert Olen Butler: Tabloid Dreams)
- „Doomsday Meteor is Coming“ (1996, in: Robert Olen Butler: Tabloid Dreams)
- „Every Man She Kisses Dies“ (1996, in: Robert Olen Butler: Tabloid Dreams)
- „Help Me Find My Spaceman Lover“ (1996, in: Robert Olen Butler: Tabloid Dreams)
- „JFK Secretly Attends Jackie Auction“ (1996, in: Robert Olen Butler: Tabloid Dreams)
- „Nine-Year-Old Boy Is World’s Youngest Hit Man“ (1996, in: Robert Olen Butler: Tabloid Dreams)
- „Titanic Survivors Found in Bermuda Triangle“ (1996, in: Robert Olen Butler: Tabloid Dreams)
- „Titanic Victim Speaks Through Waterbed“ (1996, in: Robert Olen Butler: Tabloid Dreams)
- „Woman Loses Cookie Bake-Off, Sets Self on Fire“ (1996, in: Robert Olen Butler: Tabloid Dreams)
- „Woman Struck by Car Turns into Nymphomaniac“ (1996, in: Robert Olen Butler: Tabloid Dreams)
- „Woman Uses Glass Eye to Spy on Philandering Husband“ (1996, in: Robert Olen Butler: Tabloid Dreams)

2016:
- Soir Bleu (2016, in: Lawrence Block (Hrsg.): In Sunlight or in Shadow: Stories Inspired by the Paintings of Edward Hopper)
  - Deutsch: Abenddämmerung. Übersetzt von Frauke Czwikla. In: Lawrence Block (Hrsg.): Nighthawks: Stories nach Gemälden von Edward Hopper. Droemer, 2017, ISBN 978-3-426-28164-2.

Anthologien
- The Robert Olen Butler Prize Stories 2008
- The Best Small Fictions 2015

Sachliteratur
- From Where You Dream (2005)